# Кудрявцев, Лев Дмитриевич
Лев Дми́триевич Кудря́вцев (25 марта 1923, Москва — 17 февраля 2012, Москва) — математик, член-корреспондент АН СССР по отделению математики (математика, в том числе прикладная математика) с 26 декабря 1984 года. Специалист в области теорий функций, уравнений с частными производными и топологии.

## Биография
Родился в семье военнослужащего. В 1940 году окончил среднюю школу № 59 Москвы, сдав одновременно экзамены за 9 и 10 классы, и как отличник был принят без экзаменов на механико-математический факультет МГУ.
В 1945 году окончил Московский университет с отличием. Поступил в аспирантуру Института математики МГУ, где учился под руководством П. С. Александрова.
С 1947 года работал на физико-техническом факультете МГУ (МФТИ).
С 1948 года работал в Математическом институте имени В. А. Стеклова (МИАН). На Кудрявцева как математика большое влияние оказал Сергей Никольский, с которым он впоследствии много лет руководил научным семинаром:79. В июне 1956 года, защитив докторскую диссертацию «Прямые и обратные теоремы вложения. Приложения к решению вариационным методом эллиптических уравнений, вырождающихся на границе области» (опубликована в 1959 году:79), окончил докторантуру под руководством М. А. Лаврентьева в Отделе теории функций МИАН, которым Кудрявцев впоследствии и заведовал с 1988 по 1994 гг.:79
C 1958 года — профессор Московского физико-технического института. С 1954 по 1989 гг. возглавлял кафедру высшей математики МФТИ.
В 1961—1968 годах работал заместителем директора МИАН:79. В 1970 году выпустил первый курс матанализа (с тех пор многократно переиздавался). Отличительной чертой курсов матанализа Кудрявцева являлось нетрадиционное определение предела функции, позволяющее существенно упростить доказательства многих теорем.
Был членом редколлегий Математической энциклопедии (1977—1985) и Математического энциклопедического словаря (1988).
В 1984 году избран членом-корреспондентом Академии наук СССР. В 1997 году удостоился звания действительного члена Академии педагогических и социальных наук. За выдающиеся заслуги в области науки и образования в 2002 году избран членом Европейской академии наук. До этого времени непрерывно занимался педагогической деятельностью в Московском физико-техническом институте с 1947 года.
Умер в Москве 17 февраля 2012 года, похоронен 21 февраля 2012 года на Ваганьковском кладбище.

## Научные интересы
Изначально достиг научных результатов в области метрических и топологических свойств дифференцируемых отображений областей многомерных евклидовых пространств.
В МФТИ под влиянием С. М. Никольского круг интересов Л. Д. Кудрявцева сместился
в сторону теории вложения функциональных пространств, которую он перенёс на весовые функциональные пространства. Исследования в этой области и отразились в его докторской диссертации, основным результатом которой был вариационный метод решения первой краевой задачи для эллиптических уравнений, вырождающихся на границе области или на её части.
Ряд работ учёного посвящён вопросу о стабилизации функций к алгебраическим и тригонометрическим многочленам. В этих работах Л. Д. Кудрявцев предложил новые подходы для решения задач с асимптотическими начальными данными в особых точках обыкновенных дифференциальных уравнений и рассмотрел условия существования и устойчивости решений.

## Награды и премии
- Премия Московского математического общества для молодых математиков (1953) — за цикл работ по теории дифференцируемых отображений.
- Государственная премия СССР (1988) — за цикл работ по теории граничных задач для дифференциальных операторов и их приложениям.
- Звание заслуженного соросовского профессора (1994) — за вклад в педагогику высшей школы и за успехи в педагогической деятельности.
- Премии МАИК «Наука/Интерпериодика» (1996) — за учебно-методический комплект для высшей школы по математическому анализу (в 5 томах).
- Медаль имени Блеза Паскаля Европейской академии наук.
- Медаль имени К. Д. Ушинского.

### Книги
- Кудрявцев Л. Д. Курс математического анализа в 3 томах. — 2003. — ISBN 5-7107-4119-1.
- Кудрявцев Л. Д., Кутасов А. Д., Чехлов В. И., Шабунин М. И. Сборник задач по математическому анализу. — Физматлит, 2003. — Т. 1. Предел. Непрерывность. Дифференцируемость. — 496 с. — ISBN 5-9221-0306-7.
- Кудрявцев Л. Д., Кутасов А. Д., Чехлов В. И., Шабунин М. И. Сборник задач по математическому анализу. — Физматлит, 2003. — Т. 2. Интегралы. Ряды. — 504 с. — ISBN 5-9221-0307-5.
- Кудрявцев Л. Д., Кутасов А. Д., Чехлов В. И., Шабунин М. И. Сборник задач по математическому анализу. — Физматлит, 2003. — Т. 3. Функции нескольких переменных. — 472 с. — ISBN 5-9221-0308-3.
- Кудрявцев Л. Д. Мысли о современной математике и её изучении. М.: Наука, 1977. 112 с. 100 тыс. шт.

### Статьи
- Кудрявцев Л. Д. О свойствах дифференцируемых отображений областей эвклидовых пространств // Матем. сб.. — 1953. — Т. 32(74), № 3. — С. 493–514.
- Кудрявцев Л. Д. Прямые и обратные теоремы вложения. Приложения к решению вариационным методом эллиптических уравнений // АН СССР. — 1959. — Т. 55. — С. 3–182.
- Кудрявцев Л. Д. Решение первой краевой задачи для самосопряженных эллиптических уравнений в случае неограниченной области // Изв. АН СССР. Сер. матем.. — 1967. — Т. 31, № 5. — С. 1179–1199.
- Kudryavtsev L. D. Criterion of polynomial increase of a function and its derivatives // Anal. Math.. — 1992. — Т. 18, № 3. — С. 223–236.
- Кудрявцев Л. Д. Асимптотика решений дифференциальных уравнений вблизи сингулярных точек // Тр. МИАН. — 2001. — Т. 232. — С. 194–217.

### Выступления
- Кудрявцев Л. Д., Кириллов А. И., Бурковская М. А., Зимина О. В. О тенденциях и перспективах математического образования // Научно-методический совет по математике Минобразования России